# Mattias Palinckx
Mattias Palinckx (17 februari 1997) is een Belgisch basketballer.

## Carrière
Palinckx speelde in de jeugd van BBC Wuustwezel en de Antwerp Giants waarmee hij in de tweede klasse uitkwam. In 2016 ging hij spelen voor BC Gistel-Oostende, de opleidingsploeg van Oostende. In 2018 tekende hij bij tweedeklasser Basket Sijsele, na een seizoen trok hij naar reeksgenoot Melco Ieper. In 2021 tekende hij een contract bij tweedeklasser Gembo Borgerhout maar hij trok al snel naar eersteklasser Kangoeroes Mechelen waar hij derde center werd achter de Amerikanen Nate Grimes en AJ Brodeur. Na de blessure en vertrek van Grimes kreeg Palinckx meer speelminuten. Hij speelde dat seizoen 24 wedstrijden voor Mechelen. Na het seizoen 2023/24 verliet hij Mechelen.
In de zomer van 2024 tekende hij bij de Leuven Bears een contract voor twee seizoenen. Na een seizoen in Leuven tekende hij bij reeksgenoot Okapi Aalst in juli 2025 als vervanger van de vertrokken Njegoš Sikiraš.

### 3x3-basketbal
Palinckx was daarnaast ook actief in het 3x3-basketbal waar hij voor de tweede ploeg van Team Antwerp uitkwam.

## Nationale ploeg
Palinckx maakte in 2024 zijn debuut voor de nationale ploeg.